# Tjurunga

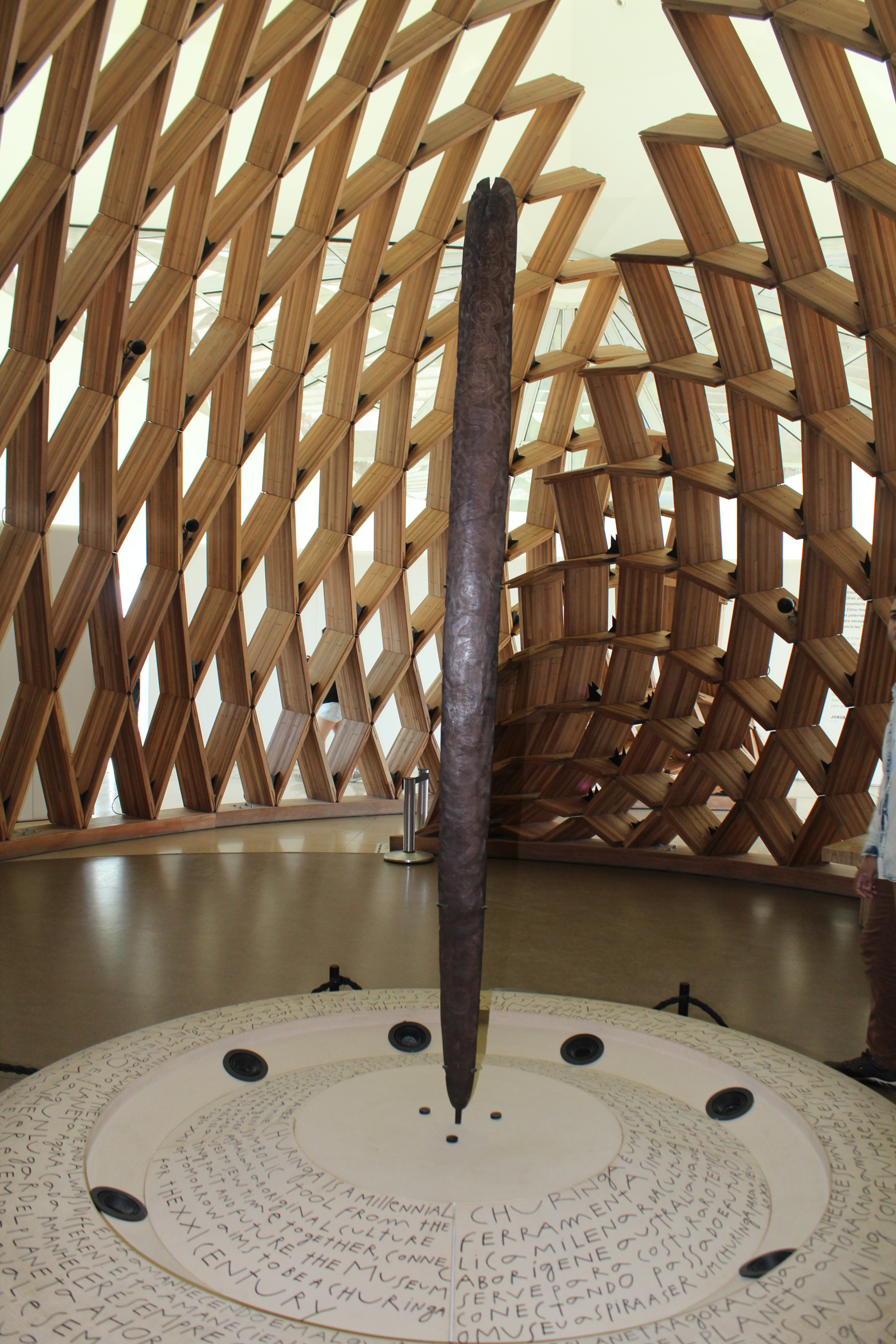
Un tjurunga exposé au Musée de Demain, au Brésil.

Un tjurunga (ou churinga) est un objet sacré chez les Arrernte, un ensemble de peuples aborigènes du centre de l'Australie.
Le plus souvent, un tjurunga est un objet en bois ou en pierre, parfois un rhombe, qui appartient à un individu ou à un groupe, ainsi que les histoires, chants et cérémonies qui y sont associés. On le trouve parmi les Arunta, les Loritja, les Kaitish, les Unmatjera et les Illpirra.
La possession d'un tjurunga est déterminée par le « site de conception » de chaque individu membre d'un clan totémique patrilinéaire. Traditionnellement, seuls les hommes initiés peuvent voir un tjurunga, à l'exclusion des hommes non-initiés et des femmes. Il est conservé dans un lieu secret. Le tjurunga est dit provenir d'un ancêtre fondateur du clan totémique, et possède une grande importance dans le domaine du sacré.
Dans La pensée sauvage, Claude Lévi-Strauss suggère: « Les churinga sont les témoins palpables de la période mythique : cet alcheringa qu’à leur défaut on pourrait encore concevoir, mais qui ne serait plus physiquement attesté. » Lévi-Strauss établit un parallèle entre la fonction du tjurunga et celle des archives historiques dans les sociétés dotées depuis des siècles de l'écriture :
« Par leur rôle et par le traitement qu’on leur réserve, ils [les tjurunga] offrent ainsi des analogies frappantes avec les documents d’archives que nous enfouissons dans des coffres […], et que, de temps à autre, nous inspectons avec le ménagement dû aux choses sacrées […]. Et, dans de telles occasions, nous aussi récitons les grands mythes dont la contemplation des pages déchirées et jaunies ravive le souvenir : faits et gestes de nos ancêtres, histoire de nos demeures depuis leur construction ou leur première cession. »
Ainsi, la fonction du tjurunga serait d'établir une relation concrète, tangible, entre le présent et les temps historiques immémoriaux, et de signifier la continuité et l'importance déterminante du passé dans le présent.
En Papouasie-Nouvelle-Guinée, les « tablettes d’ancêtres », qui sont parfois des rhombes, exercent une fonction similaire au tjurunga australien,.